# Astro (grupo sul-coreano)
Astro (hangul: 아스트로; rr: Aseuteuro; estilizado como ASTRO) é um grupo masculino sul-coreano formado pela Fantagio Entert em 2016. Originalmente composto por seis integrantes, sendo estes MJ, Jinjin, Eunwoo, Moonbin, Rocky e Sanha., o grupo estrelou em 18 de agosto de 2015, uma série sul-coreana chamada To Be Continued. A estreia musical do grupo aconteceu em 23 de fevereiro de 2016, com o single "Hide & Seek (숨바꼭질)" do mini álbum Spring Up!. Em março de 2023, Rocky anunciou a sua saída do grupo e da Fantagio Entert. Moonbin morreu em 19 de abril de 2023.

## Histórico

### Pré-estreia eTo Be Continued
O grupo nasceu do projeto i-Teen, um projeto da Fantagio para recrutar novos talentos e que permite que o público acompanhe os progressos dos trainees da gravadora. Em 14 de agosto de 2015, a empresa anunciou a nova série que contaria com a participação dos integrantes, denominada To Be Continued, junto com o perfil dos membros. A série também conta com a participação de Seo Kang Joon do grupo 5urprise, Yeoreum do grupo Hello Venus e algumas integrantes do grupo Weki Meki (Trainees na época) como figurantes, ambos os três grupos formados pela Fantagio.
Em 21 de janeiro de 2016, o grupo estrelou o próprio reality show, intitulado "Astro Ok! Ready", mostrando um pouco da intimidade do grupo.

### Debutoficial - Spring Up
O grupo teve sua estreia musical em 23 de fevereiro de 2016 com o lançamento do single de estreia "Hide&Seek" contido no primeiro mini álbum, intitulado Spring Up!, que atingiu a posição 4 nas tabelas coreanas e ocupou o sexto lugar na Billboard's World Albums Chart.
No meio de janeiro de 2016, a Fantagio anunciou que o grupo iria lançar um mini álbum de estreia no dia 23 de fevereiro. No dia 11 de fevereiro, um vídeo teaser do álbum foi postado apresentando os membros do grupo. Em 15 de fevereiro, foi lançado um segundo vídeo teaser do álbum com uma prévia de todas as músicas do álbum. No dia 18 de fevereiro, foi lançado um trecho do vídeo da música "Hide&Seek". No dia 23 de fevereiro foi lançado o álbum juntamente com o vídeo da música. Um segundo vídeo foi lançado, em 25 de fevereiro, para divulgar a música "Cat's Eye". O vídeo contou com trechos da série de televisão To Be Continued.
O grupo apresentou um showcase logo após o lançamento do álbum, no dia 23 de fevereiro, onde apresentaram todas as canções presentes no mini álbum. No dia 25 de fevereiro, o grupo estreou nos programas de TV apresentando as canções "Hide & Seek" e "Cat's Eye. Na primeira semana, Astro se apresentou no M! Countdown da Mnet, Music Bank da KBS, Show! Music Core da Munhwa Broadcasting Corporation e Inkigayo da SBS. As promoções do álbum duraram até 4 de abril de 2016, com a apresentação de despedida no programa Inkigayo.

### Segundo mini álbum: Summer Vibes
Em 16 de junho de 2016, a gravadora Fantagio Ent. divulgou uma foto de comeback do ASTRO. Seu segundo mini-álbum, Summer Vibes , foi lançado em 1 de Julho, juntamente com a faixa-título "Breathless". O segundo mini álbum alcançou a segunda posição nas paradas coreanas, foi revelado que o grupo colaborou com os mesmos compositores que produziram as músicas do álbum anterior, os membros Jinjin e Rocky escreveram todas as partes de rap das faixas do álbum. "Breathless" é descrita como uma canção refrescante com uma melodia clara e viciante. Também é dita como uma faixa alegre, synthpop que mantem a sensação de boas vibrações da canção de trabalho de estreia, "Hide&Seek". O vídeo musical de Breathless foi lançado juntamento com o mini-álbum, em 1° de julho de 2016, com a participação da cantora e companheira de empresa Choi Yoojung, ex-integrante do grupo I.O.I. A primeira metade do vídeo foi filmada na praia de Jeongdongjin e a segunda metade na floresta em Namyangju, na província de Gyeonggi. O vídeo mostra os integrantes desfrutando de atividades de verão, enquanto eles aparecem sendo incarnações humanos de garrafas de refrigerante. O grupo compareceu a diversos programas musicais coreanos para promover a canção, como M! Countdown da Mnet, Music Bank da KBS, Show! Music Core da Munhwa Broadcasting Corporation e Inkigayo da SBS. Em alguns programas o grupo também apresentou a canção "Fireworks". As promoções oficiais do álbum finalizaram em 14 de agosto de 2016.

### Autumn story: terceiro mini álbum
Em 31 de outubro, a gravadora Fantagio Ent. divulgou as fotos de retorno do Astro, anunciando seu terceiro mini-álbum Autumn Story, que foi lançada em 10 de novembro de 2016 juntamente com a faixa-título "Confession".
Autumn story alcançou, em suas melhores posições, 6.º lugar nas tabelas coreanas e 15.º lugar na Billboard's World Albums Chart.

### 2017 e Winter Dream: Álbum especial
No dia 21 de Fevereiro de 2017 o Special Album Winter Dream foi lançado, juntamente com a faixa-título "Again".
Winter Dream conta apenas com 3 faixas, sendo uma delas dedicada aos seus fãs em agradecimento. Diferente dos singles/faixas títulos anteriores, Again não ganhou um MV oficial, inicialmente ele teria sim sido gravado mas o resultado final não teria sido satisfatório.

### Dream Part.01 e o Primeiro Show Solo: ASTROAD
No dia 10 de maio de 2017, a Fantagio anunciou que o grupo faria sua volta musical com o quarto mini álbum, intitulado Dream Part.01, no dia 29 de maio de 2017. No dia 18 de maio de 2017, a empresa divulgou o teaser do vídeo musical de "Baby", canção título do mini álbum. A lista de faixas foi liberada em 21 de maio, no formado de um menu de bebidas, contendo oito faixas incluindo a canção título, "Baby". Os membros Jinjin e Rocky participaram da criação da letra de todas as músicas presentes do mini.
O álbum foi lançado no dia 29 de maio de 2017, às 12h do horário de Seul, juntamente com o vídeo musical da música "Baby", durante um especial gravado no canal da MNET com os integrantes do grupo. Às 8PM do mesmo dia, o grupo apresentou algumas canções do mini-álbum durante um showcase de lançamento, exibido pelo VLive.
No dia 12 de maio do mesmo ano, foi revelado que o grupo faria seu primeiro show solo na Coreia do Sul, intitulado "ASTROAD". O concerto foi realizado no Olympic Hall, na cidade de Seul, nos dias 15 e 16 de julho de 2017. Foi revelado também shows no Japão, no mês de agosto de 2017, nas cidades de Osaka e Tóquio. O grupo também participou da edição da convenção KCON realizada no Japão, no dia 19 de maio de 2017, no centro de convenções Makuhari Messe, na cidade de Chiba, e da edição de 2017 do "Dream Concert", realizado no Estádio Olímpico de Seul no dia 3 de junho de 2017.

### O quinto mini álbum: Dream Part.02
Lançado no dia 1 de novembro de 2017 junto com o single "Crazy, Sexy, Cool". Dream Part.02 mostra um lado diferente do ASTRO, o conceito um pouco mais sexy mas ainda com as marcas do grupo.

### 2018–2019: Global Fanmeeting Tour,Rise Up,All Light,eVenus
Ao longo de Fevereiro e Março de 2018, Astro realizou um fanmeeting world tour onde visitaram cidades em países como os Estados Unidos, Canadá, Coreia do Sul, Japão e Tailândia.
Em 24 de julho de 2018, o grtupo lançou Rise Up com a title ''Always You''. O álbum não foi promovido em programas musicais devido a problemas internos da empresa responsável por eles, Fantagio. Apesar de não poderem promover no seu país de origem, o grupo visitou cidades como Nagoya, Osaka e Tóquio em sua turnê ''ASTROAD II in Japan'', durante todo o mês de agosto de 2018.
Em 16 de janeiro de 2019, eles lançaram o seu primeiro álbum completo, All Night. Para promover ainda mais o álbum o grupo anunciou a ''The 2nd ASTROAD Tour'', a qual eles incluíram cidades da Ásia e América do Norte.
Em 3 de abril, Astro lançou seu EP, Venus para a estreia do grupo no Japão. Nele há três músicas originalmente japonesas e três regravações de suas músicas coreanas, ''Baby'', ''Always You'', e ''All Night''. O álbum estreou em #2 no chart diário do site Oricon, um dos mais famosos do Japão.

## Integrantes
- MJ (hangul: 엠제이), nascido Kim Myungjun (hangul: 김명준) em 5 de março de 1994 (27 anos) em Suwon, Gyeonggi-do, Coreia do Sul. É o vocalista principal do grupo.
- JinJin (hangul: 진진), nascido Park Jinwoo (hangul: 박진우) em 15 de março de 1996 (25 anos) em Goyang, Gyeonggi-do, Coreia do Sul. É o líder do grupo e rapper.
- Cha Eunwoo (hangul: 차은우), nascido Lee Dongmin (hangul: 이동민) em 30 de março de 1997 (28 anos) em Gimpo, Gyeonggi-do, Coreia do Sul. É vocalista e visual.
- Sanha (hangul: 산하), nascido Yoon Sanha (hangul: 윤산하) em 21 de março de 2000 (25 anos) em Seul, Coreia do Sul. É o maknae do grupo e vocalista.

Ex-integrantes
- Rocky (Hangul: 라키), nascido Park Minhyuk (hangul: 박민혁) em 25 de fevereiro de 1999 (24 anos) em Jinju, Gyeongsang do Sul, Coreia do Sul. Foi dançarino e rapper.[4]
- Moonbin (hangul: 문빈), nascido Moon Bin (hangul: 문빈) em 26 de janeiro de 1998 em Cheongju, Chungcheong do Norte, Coreia do Sul. Era o dançarino principal, vocalista líder e center. In Memoriam  19 de abril de 2023, em Seul, Coreia do Sul.[5]

## Discografia
Extended Plays
- 2016: Spring Up
- 2016: Summer Vibes
- 2016: Autumn Story
- 2017: Winter Dream
- 2017: Dream Part.01
- 2017: Dream Part.02
- 2018: Rise Up
- 2019: All Light
- 2019: Venus
- 2019: Blue Flame
- 2020: One&Only
- 2020: Gateway

## Filmografia

### Televisão
| Ano  | Título          | Rede de TV  |
| ---- | --------------- | ----------- |
| 2015 | To Be Continued | MBC Every 1 |

### Reality shows
| Ano  | Título          | Rede de TV | Notas                                        |
| ---- | --------------- | ---------- | -------------------------------------------- |
| 2016 | ASTRO OK! Ready | MBC Music  | –                                            |
| 2016 | ASTRO Project   | MBC Music  | Documentário sobre a turnê asiática do grupo |

## Prêmios e indicações

### Mnet Asian Music Awards
| Ano  | Recipiente | Categoria                     | Resultado |
| ---- | ---------- | ----------------------------- | --------- |
| 2016 | ASTRO      | Grupo Masculino Revelação     | Indicado  |
| 2016 | ASTRO      | HotelsCombined Artista do Ano | Indicado  |

### Seoul Music Awards
| Ano  | Recipiente | Categoria            | Resultado |
| ---- | ---------- | -------------------- | --------- |
| 2017 | ASTRO      | Artista Revelação    | Indicado  |
| 2017 | ASTRO      | Popularity Award     | Indicado  |
| 2017 | ASTRO      | Hallyu Special Award | Venceu    |

### Asia Artist Awards
| Ano  | Recipiente | Categoria            | Resultado |
| ---- | ---------- | -------------------- | --------- |
| 2016 | ASTRO      | Artista Mais Popular | Indicado  |

### Melon Music Awards
| Ano  | Recipiente | Categoria         | Resultado |
| ---- | ---------- | ----------------- | --------- |
| 2016 | ASTRO      | Artista Revelação | Indicado  |

### Korean Culture Entertainment Awards
| Ano  | Recipiente | Categoria         | Resultado |
| ---- | ---------- | ----------------- | --------- |
| 2016 | ASTRO      | Kpop Singer Award | Venceu    |